# Lady Wu
Lady Wu (吳夫人; ... – 202) era la moglie del signore della guerra Sun Jian, che visse nel periodo della tarda Dinastia Han della storia cinese.
Ebbe cinque figli: quattro maschi, Sun Ce, Sun Quan, Sun Yi, Sun Kuang, e una figlia, Sun Shangxiang. Era una discendente della stirpe reale dello Stato di Wu del Periodo delle Primavere e degli Autunni.

## Biografia
Lady Wu perse i genitori in tenera età e visse con suo fratello minore, Wu Jing, finché Sun Jian sentì parlare della sua bellezza e del suo carattere dolce e decise di sposarla. I parenti di Lady Wu disapprovavano Sun Jian, che vedevano come un furfante pigro, e decisero così di declinare la proposta. Sun Jian era imbarazzato ed arrabbiato per la loro decisione. Lady Wu chiese ai suoi parenti: 
 E così approvarono il matrimonio con Sun Jian.

## Albero genealogico
|  |  |  |  |        |        |        |        | Wu Jing | Wu Jing | Wu Jing | Wu Jing | Wu Jing  | Wu Jing  |          |          | Lady Wu  | Lady Wu  | Lady Wu | Lady Wu | Lady Wu   | Lady Wu   |           |           |           |           |  |  | Sun Jian | Sun Jian | Sun Jian | Sun Jian | Sun Jian | Sun Jian |  |  |          |          |          |          |          |          |  |  |                |                |                |                |                |                |
|  |  |  |  |        |        |        |        | Wu Jing | Wu Jing | Wu Jing | Wu Jing | Wu Jing  | Wu Jing  |          |          | Lady Wu  | Lady Wu  | Lady Wu | Lady Wu | Lady Wu   | Lady Wu   |           |           |           |           |  |  | Sun Jian | Sun Jian | Sun Jian | Sun Jian | Sun Jian | Sun Jian |  |  |          |          |          |          |          |          |  |  |                |                |                |                |                |                |
|  |  |  |  |        |        |        |        |         |         |         |         |          |          |          |          |          |          |         |         |           |           |           |           |           |           |  |  |          |          |          |          |          |          |  |  |          |          |          |          |          |          |  |  |                |                |                |                |                |                |
|  |  |  |  |        |        |        |        |         |         |         |         |          |          |          |          |          |          |         |         |           |           |           |           |           |           |  |  |          |          |          |          |          |          |  |  |          |          |          |          |          |          |  |  |                |                |                |                |                |                |
|  |  |  |  | Sun Ce | Sun Ce | Sun Ce | Sun Ce | Sun Ce  | Sun Ce  |         |         | Sun Quan | Sun Quan | Sun Quan | Sun Quan | Sun Quan | Sun Quan |         |         | Sun Kuang | Sun Kuang | Sun Kuang | Sun Kuang | Sun Kuang | Sun Kuang |  |  | Sun Yi   | Sun Yi   | Sun Yi   | Sun Yi   | Sun Yi   | Sun Yi   |  |  | Sun Lang | Sun Lang | Sun Lang | Sun Lang | Sun Lang | Sun Lang |  |  | Sun Shangxiang | Sun Shangxiang | Sun Shangxiang | Sun Shangxiang | Sun Shangxiang | Sun Shangxiang |

## Riferimenti nella cultura di massa
- Nel romanzo storico di Luo Guanzhong, il Romanzo dei Tre Regni, Lady Wu ha una sorella minore, anch'essa chiamata Lady Wu, che sposò anch'essa Sun Jian. La maggiore generò Sun Ce e Sun Quan mentre la più giovane Sun Shangxiang e Sun Lang. La più giovane Lady Wu è anche nota come "Wu Guotai" (吳國太; letteralmente: "Più vecchia Lady Wu del regno"). Wu Guotai visse più a lungo di sua sorella maggiore, visto che era presente al matrimonio della figlia con Liu Bei.